# Primusfabriken på Lilla Essingen

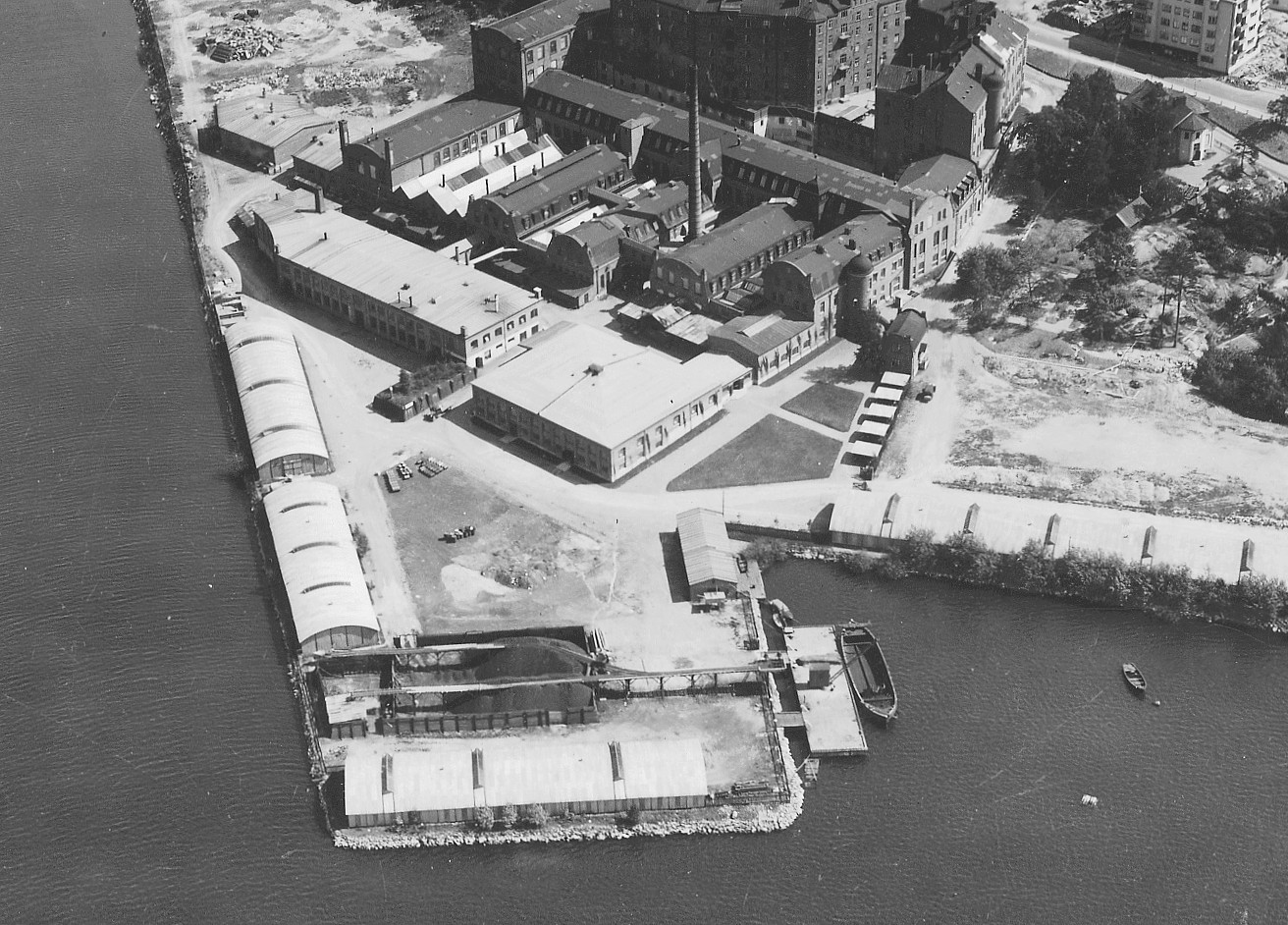
Primusfabriken på Lilla Essingen. Flygfoto: Oscar Bladh 1939.

Primusfabriken på Lilla Essingen var en svensk verkstadsindustri som låg på Lilla Essingen i Stockholm. Verksamheten började 1882 i en verkstadslokal på Kungsholmen. Företaget Primus tillverkade ett fotogenkök som sedermera kallades Primuskök och blev en storsäljare över hela världen. 1907 flyttade företaget sin produktion till Lilla Essingen där man stannade till 1956. År 1961 revs fabriksanläggningen och ett kontorshus för Bahco uppfördes. För närvarande (2020) finns planer på att omvandla fastigheten Primus 1 till ett nytt bostadsområde med totalt 600 lägenheter. Kvarteret Primus och Primusgatan minner fortfarande om den tidigare verksamheten.

## Historik

### Primus flyttar till Lilla Essingen

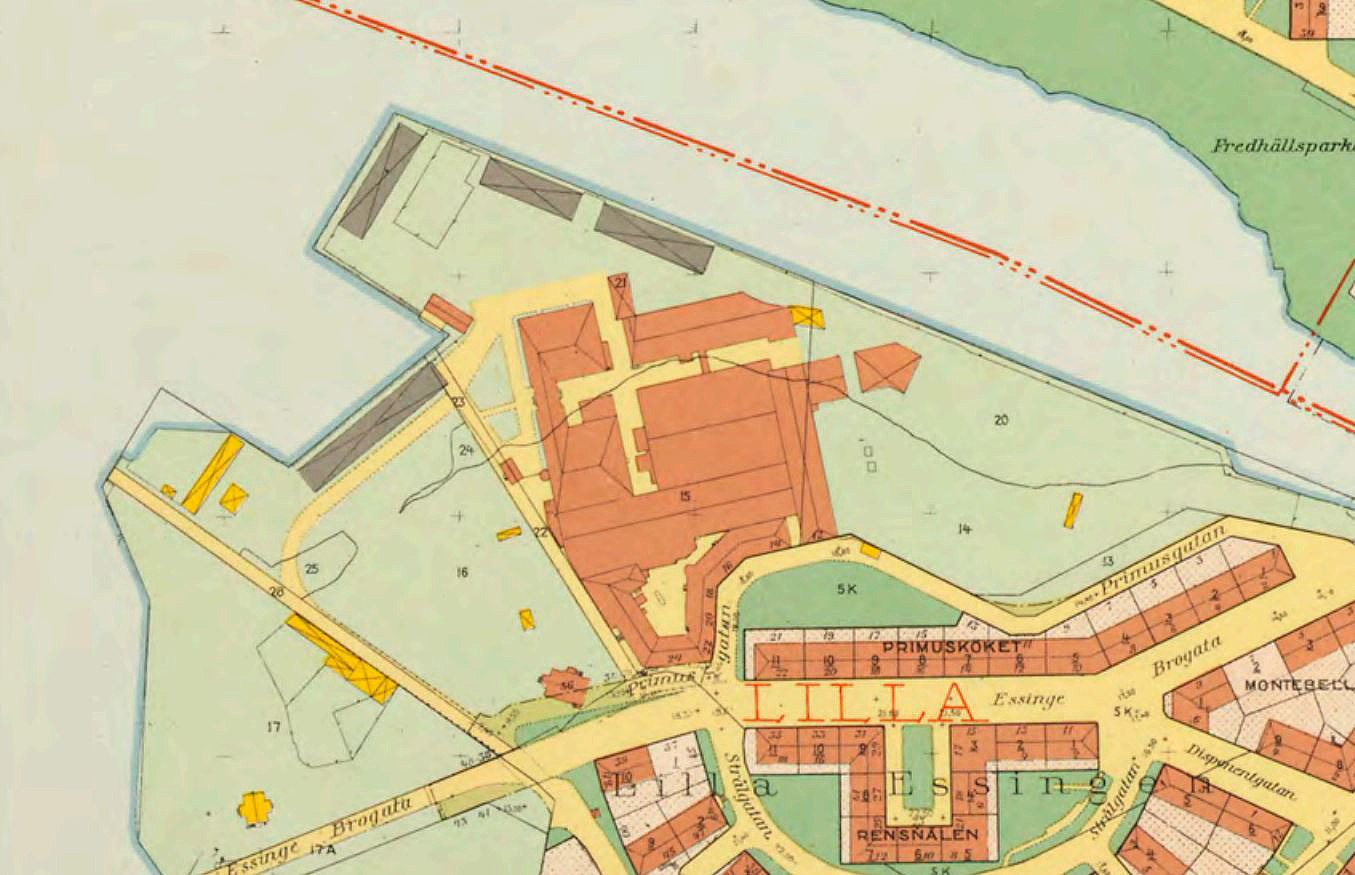
Fabriksområdet på 1940-talet.

Aktiebolaget Primus började sin verksamhet under namnet J.V. Svensons Fotogenköksfabrik i kvarteret Härolden på Kungsholmen. 1896 bildade de båda delägarna J.V. Svenson och Frans W. Lindqvist AB Primus. 1904 lämnade Svensson företaget. 
Lokalerna på Kungsholmen hade nu blivit för trånga och Lindqvist köpte ett rikligt tilltaget markområde på Lilla Essingen av grosshandlaren Hugo Mattsson. Han var ägare till stora delar av ön som efter hans död 1904 såldes till olika företag. Åren 1906–1907 byggdes en ny fabrik på nordvästra delen av Lilla Essingen. Industrikomplexet i rött tegel uppfördes efter ritningar av arkitekt Carl Alfred Danielsson-Bååk. Här hade man tillgång till Mälaren för sjötransporter och plats för framtida expansion. Året därpå startade även Aktiebolaget Lux (sedermera Electrolux) sin fabrik på öns sydöstra sida. Därmed förvandlades stockholmarnas lugna utflyktsmål till ett brukssamhälle med två stora fabriker.
Fotogenköket blev snabbt en uppskattad produkt inom hushåll, fritid och under expeditioner. Så hade exempelvis Andrée 1896 ett fotogenkök från Primus med sig när han förgäves försökte nå Nordpolen med en vätgasballong. Även upptäcktsresanden Roald Amundsen förde på sin expedition till Sydpolen 1911 primuskök med sig.
På 1910-talet tillverkades över 500 000 kök. 1918 köptes Primus av aktiebolaget B.A. Hjort & Co (sedermera Bahco). Fabriksområdet utökades och nya verkstads- och arbetarbyggnader tillkom successivt, några på utfylld mark. 1926 producerades 800 000 Primuskök. Samma år grundades Lilla Essinge Båtklubb av och för de anställda. 1930 arbetade mer än 500 personer i Primusfabriken på Lilla Essingen. Utöver fotogenkök av olika modeller tillverkades i fabriken på "Lillan" (som Lilla Essingen kallas) även lödlampor, stormlyktor, värmeradiatorer och andra uppvärmningsapparater. 1956 flyttades tillverkningen till nya fabriker i Hagfors och Flen. Därmed var Primus historia på Lilla Essingen till ända.

### Historiska bilder

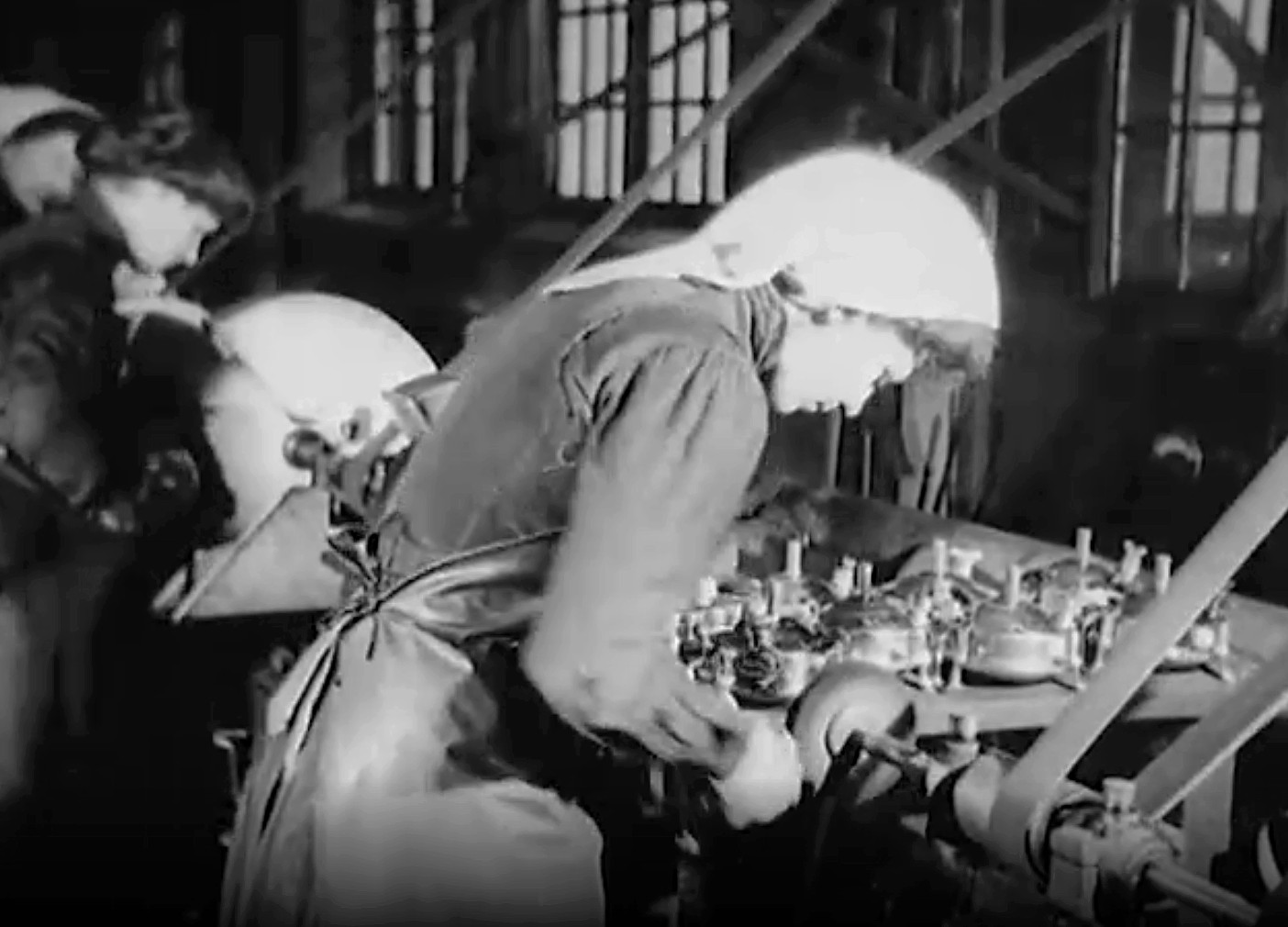
Produktion av primuskök, 1913.
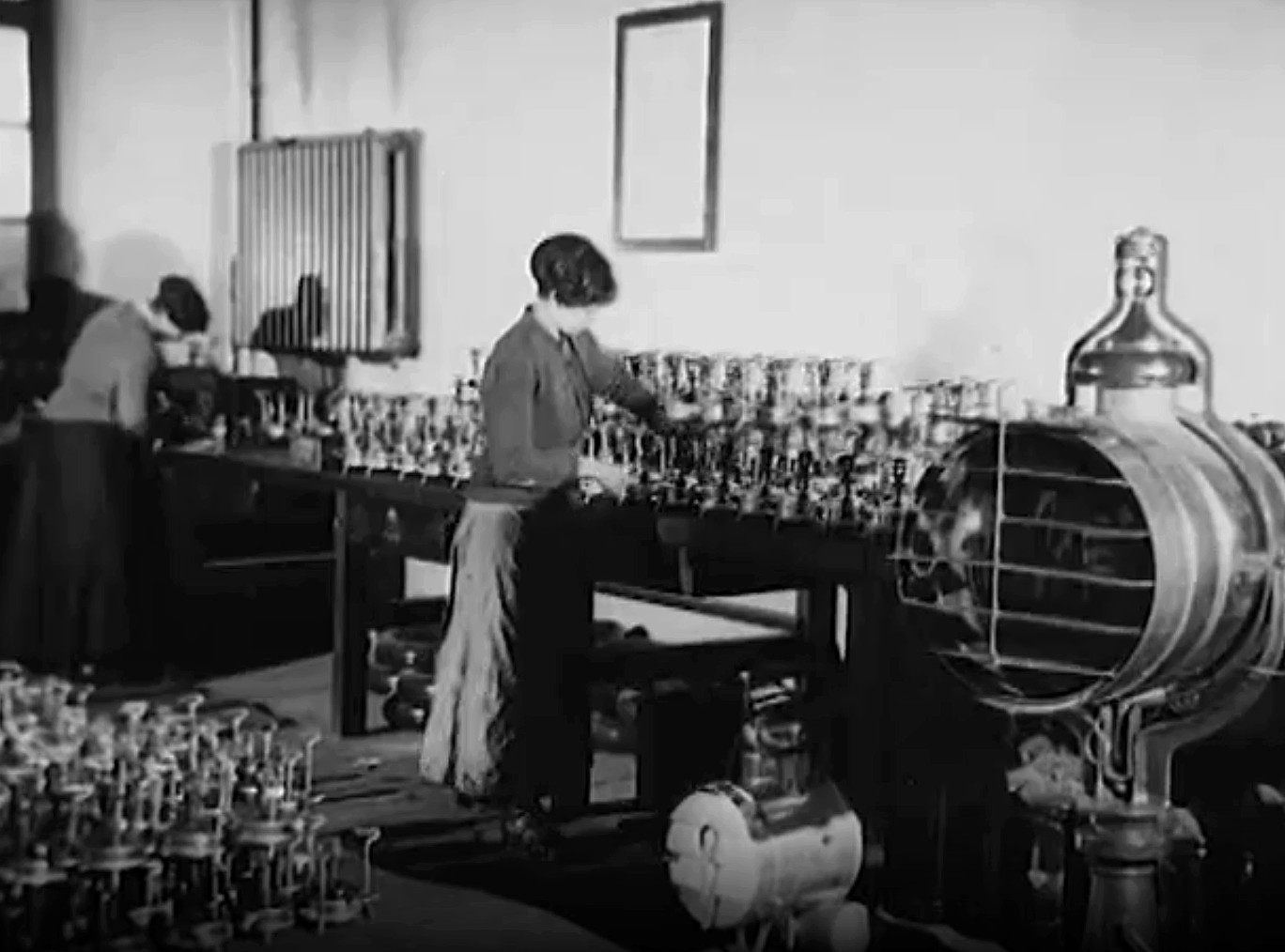
Produktion av primuskök, 1913.
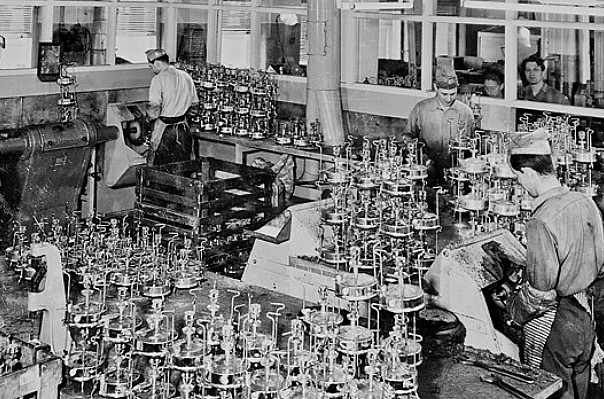
Produktion av primuskök, 1940-tal.
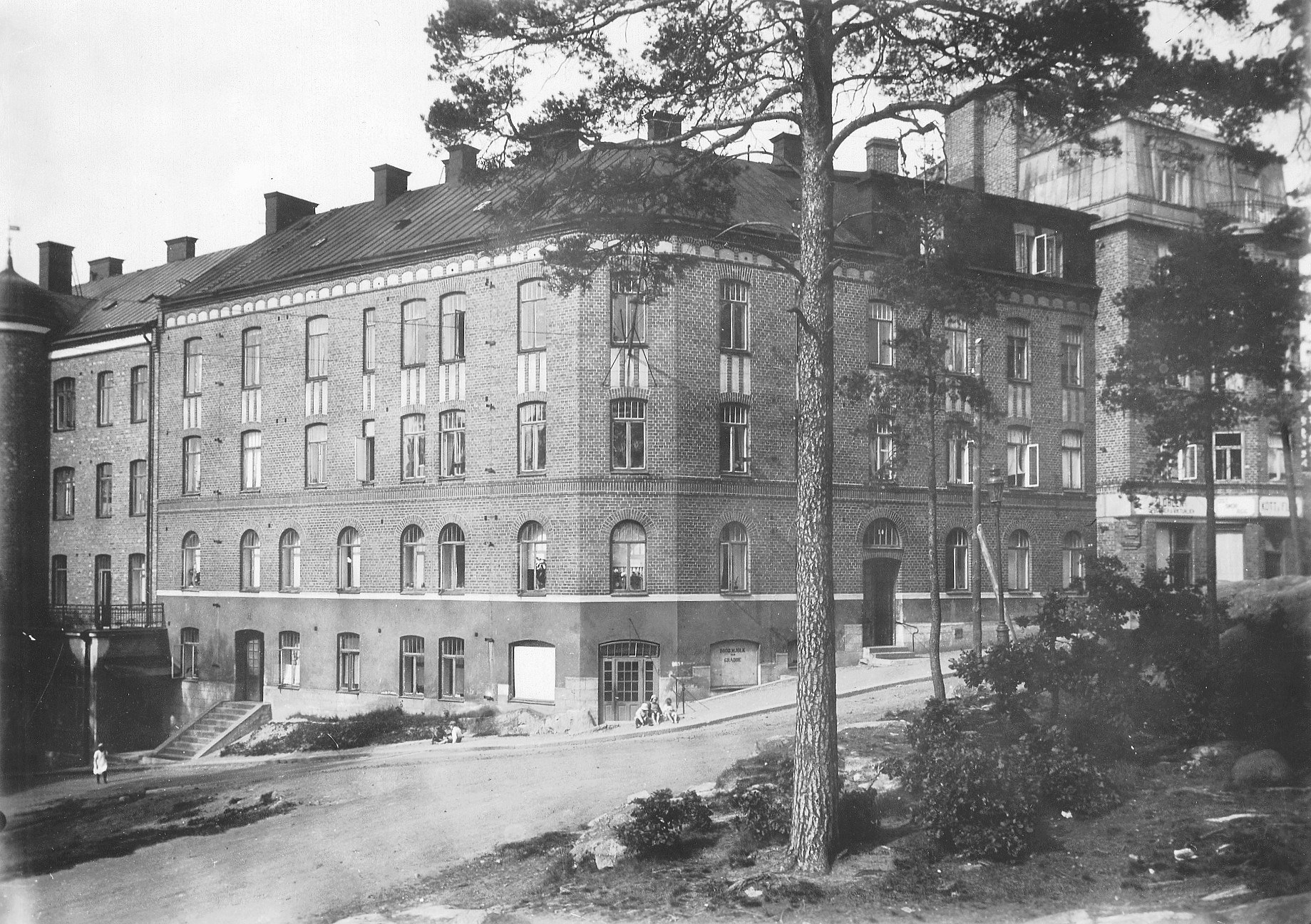
Primusfabriken sedd från Primusgatan, 1920-tal.

### Fabriken rivs och kontor byggs

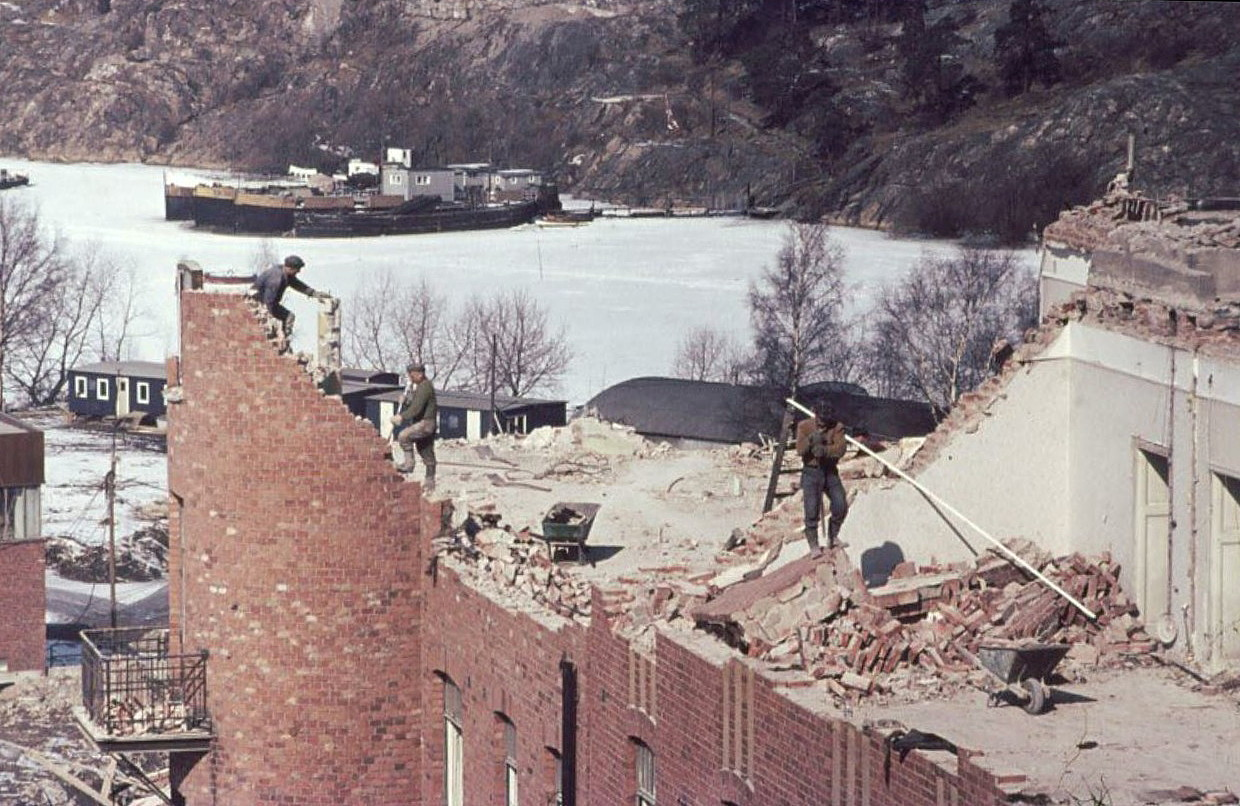
Primusfabriken rivs.

I slutet av 1950-talet revs fabrikens byggnader när Essingeleden skulle dras fram här. 1961–1962 uppfördes här ett nytt huvudkontor med centrallager för Bahco, som var Primus dåvarande ägare och därmed även industritomtens fastighetsägare. Kontorshuset i rött tegel och åtta våningar ritades av arkitekt Carl Grandinson. Resten av det gamla fabriksområdet förvandlades till Västra och Östra Primusparken. Lilla Essinge Båtklubb fick vara kvar och har fortfarande (2020) sin småbåtshamn och sitt klubbhus vid Västra Primusparken.
Kontorshuset utökades med flera etapper under 1960- och 1970-talen. Höghuset från 1962 och en tillbyggnad från 1973 grönmärktes av Stadsmuseet i Stockholm vilket innebär ”att bebyggelsen har ett högt kulturhistoriskt värde och är särskilt värdefull från historisk, kulturhistorisk, miljömässig eller konstnärlig synpunkt”.
- 1965 förvärvade Byggnadsstyrelsen fastigheten av Bahco.
- 1975 flyttade de statliga myndigheterna Riksrevisionsverket, Statskontoret och datacentralen DAFA in.
- 1993 övertog Vasakronan fastigheten och började hyra ut till olika företag.[7]

## Bostadsområdet Primus
I juni 2018 fastställdes en ny detaljplan som medger bostadsbebyggelsen med 14 huskroppar uppdelade på fyra kvarter. Planen omfattar nyproduktion av cirka 600 lägenheter varav omkring 210 lägenheter på stadens mark och cirka 390 lägenheter på privat mark. Till detta kommer förskolor, restauranger och ett nytt parkområde. All befintlig bebyggelse rivs. Aktörer är Oscar Properties, Svenska Bostäder och Wästbygg. Byggstart beräknas till år 2023.

### Bilder

Området år 2020
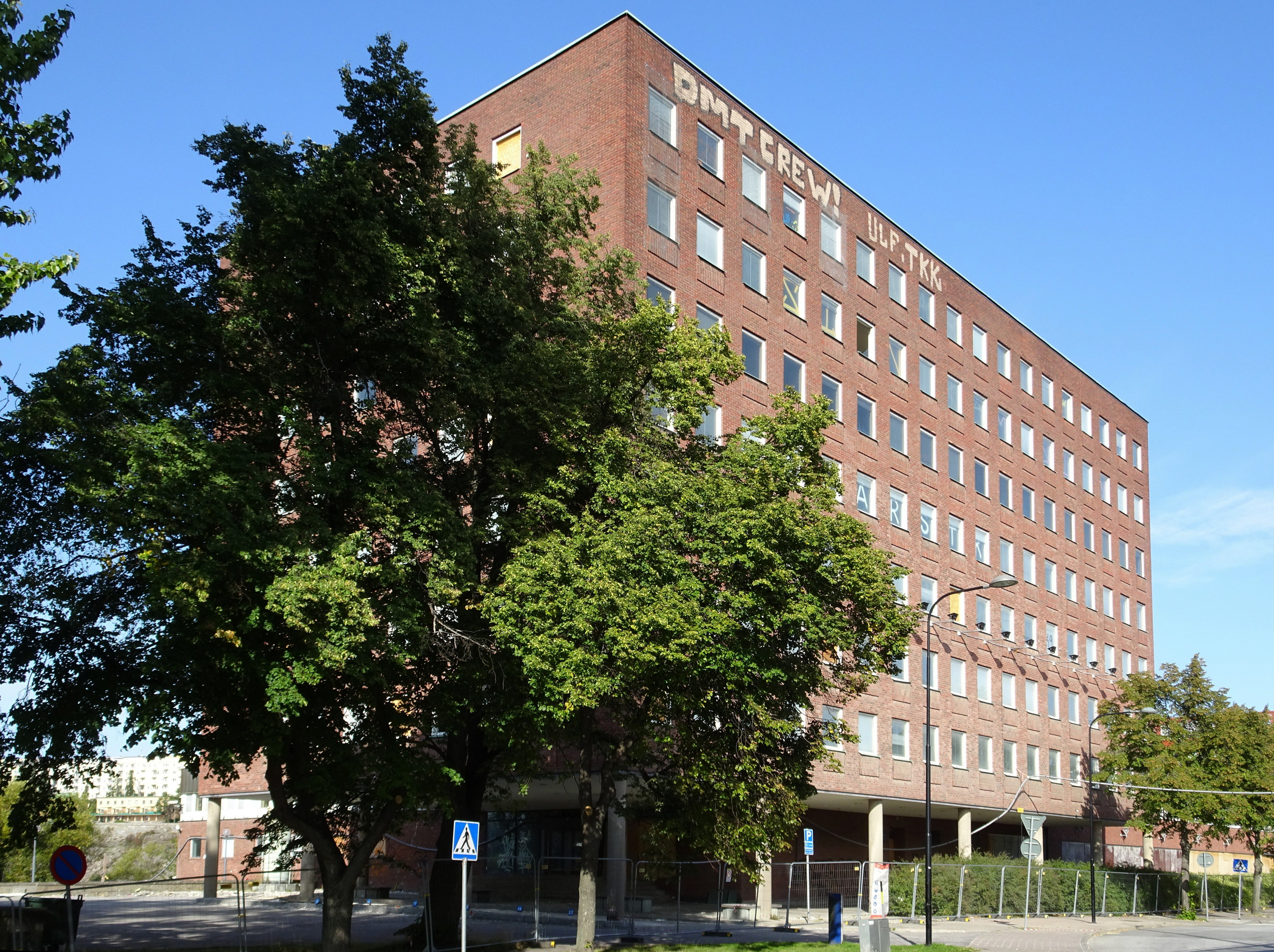
Huvudbyggnaden (höghuset).
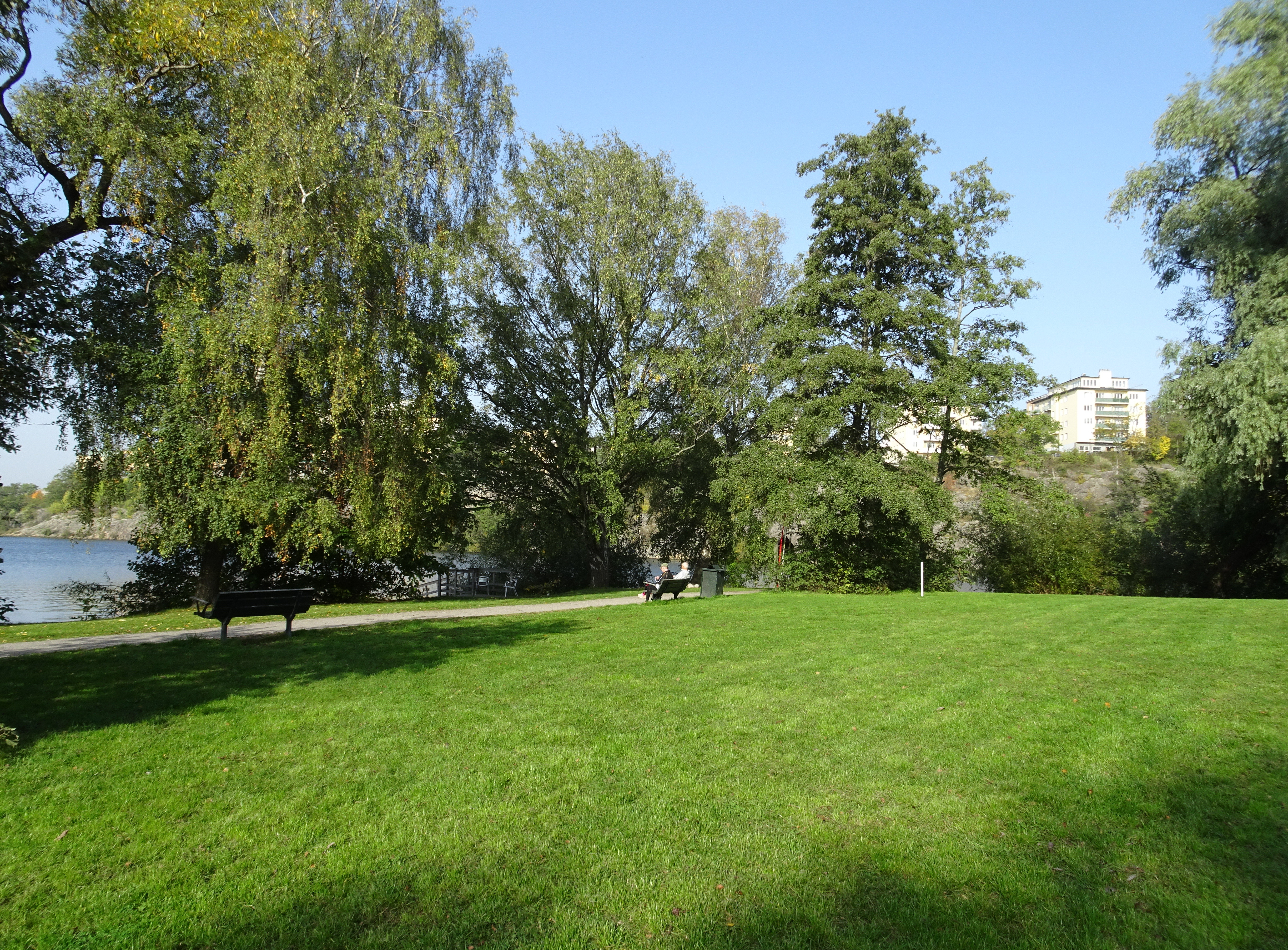
Primusparken.
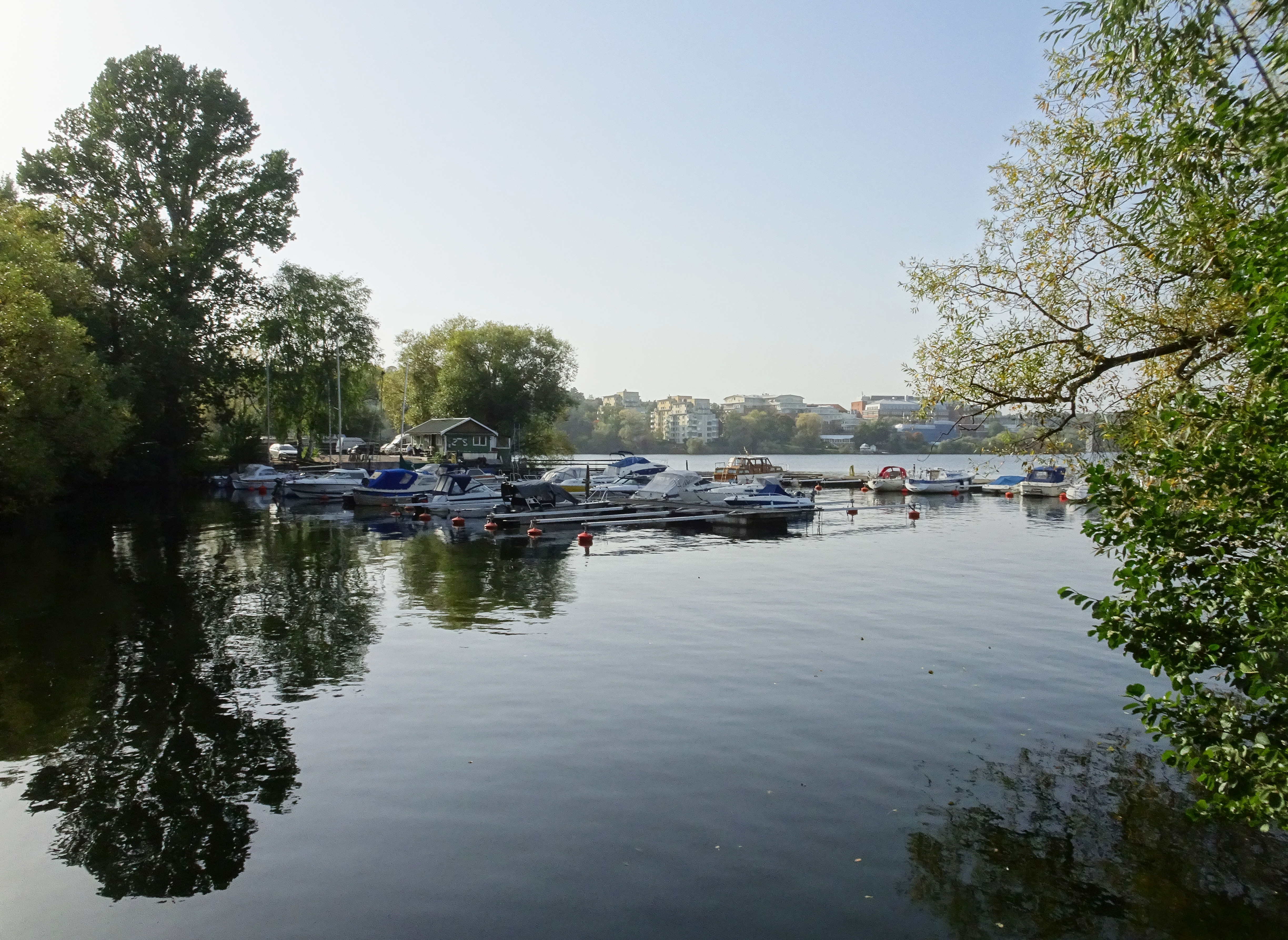
Lilla Essinge båtklubb.
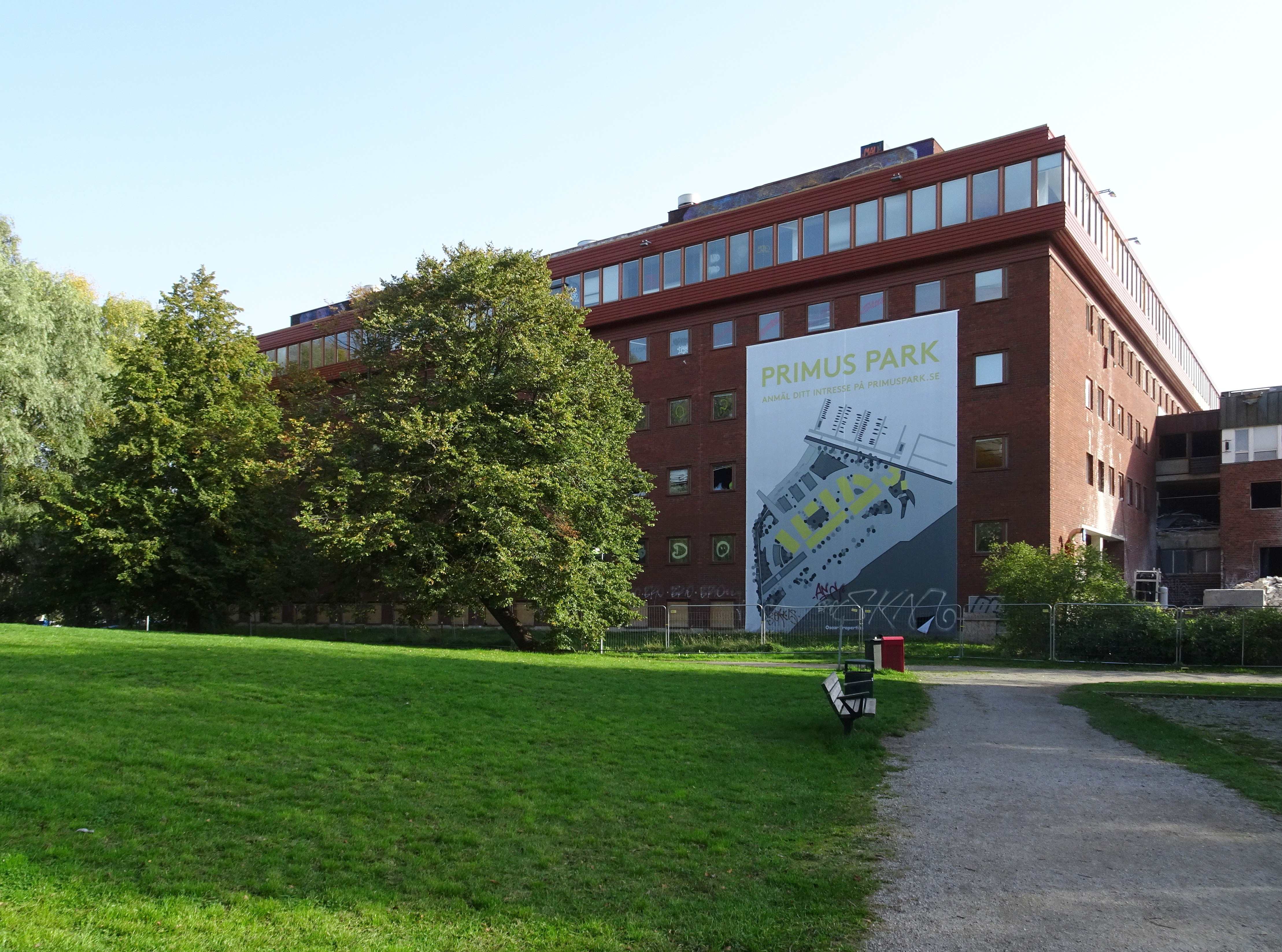
Norra flygeln.

Rivning 2021
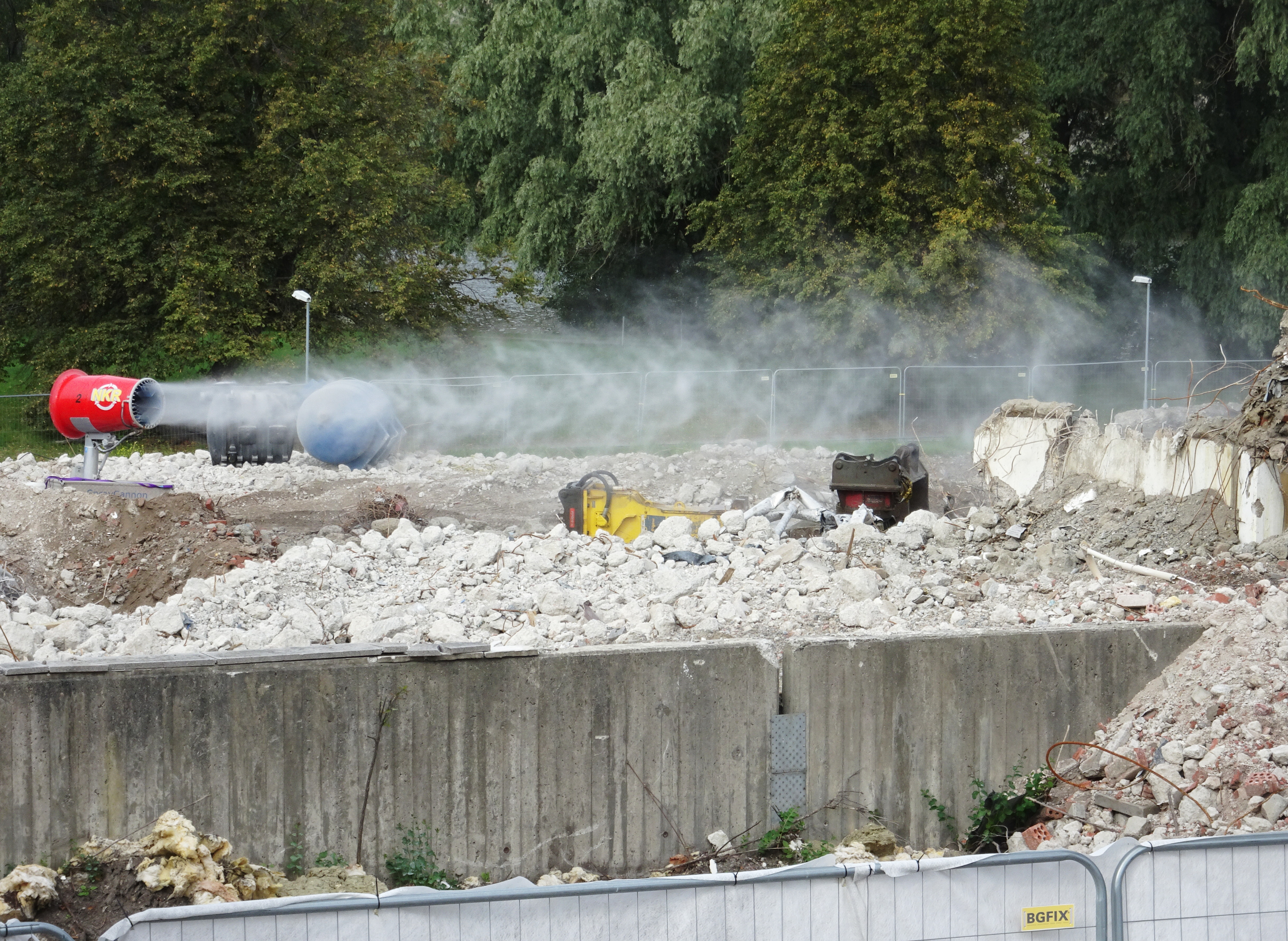
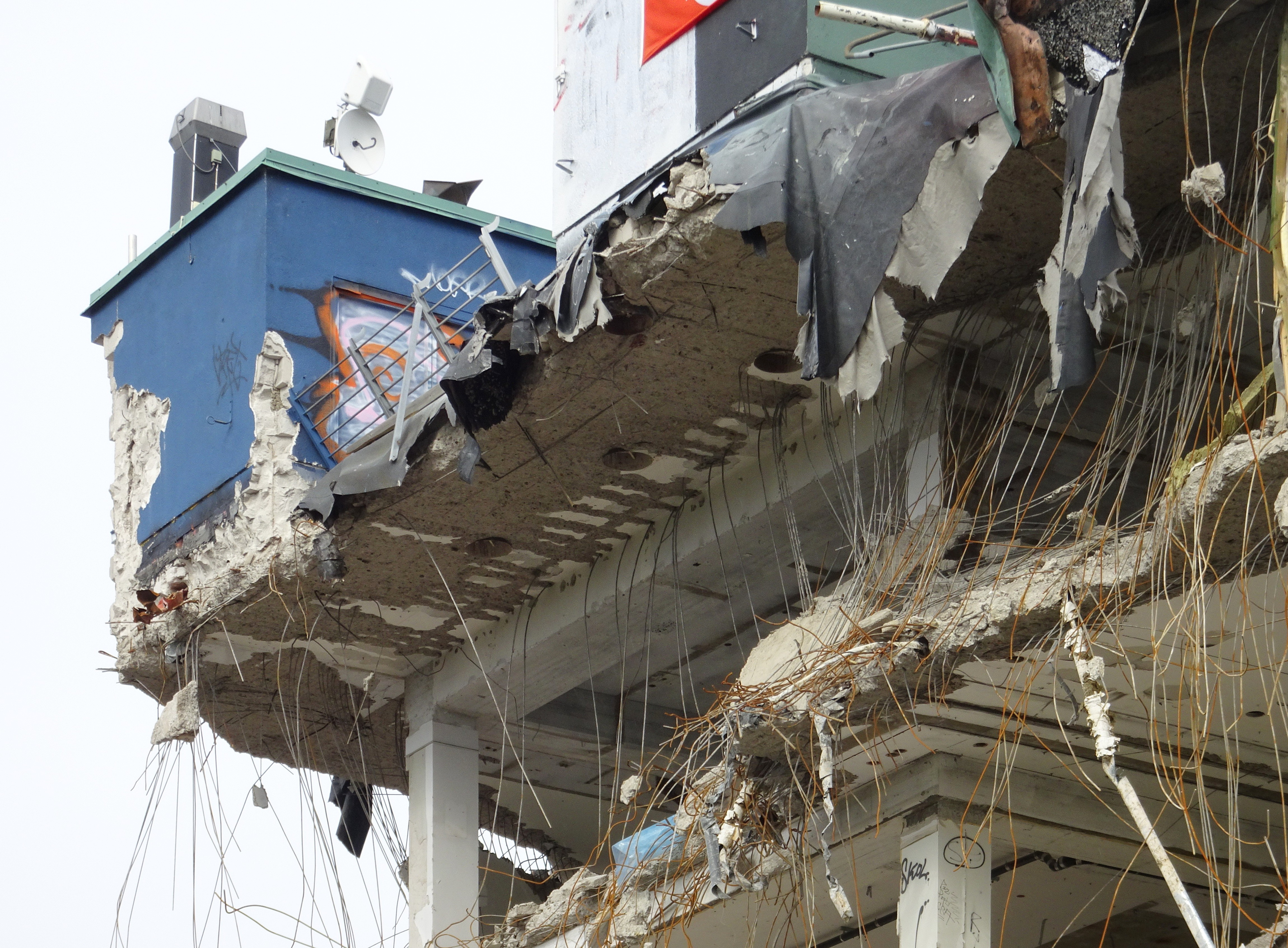
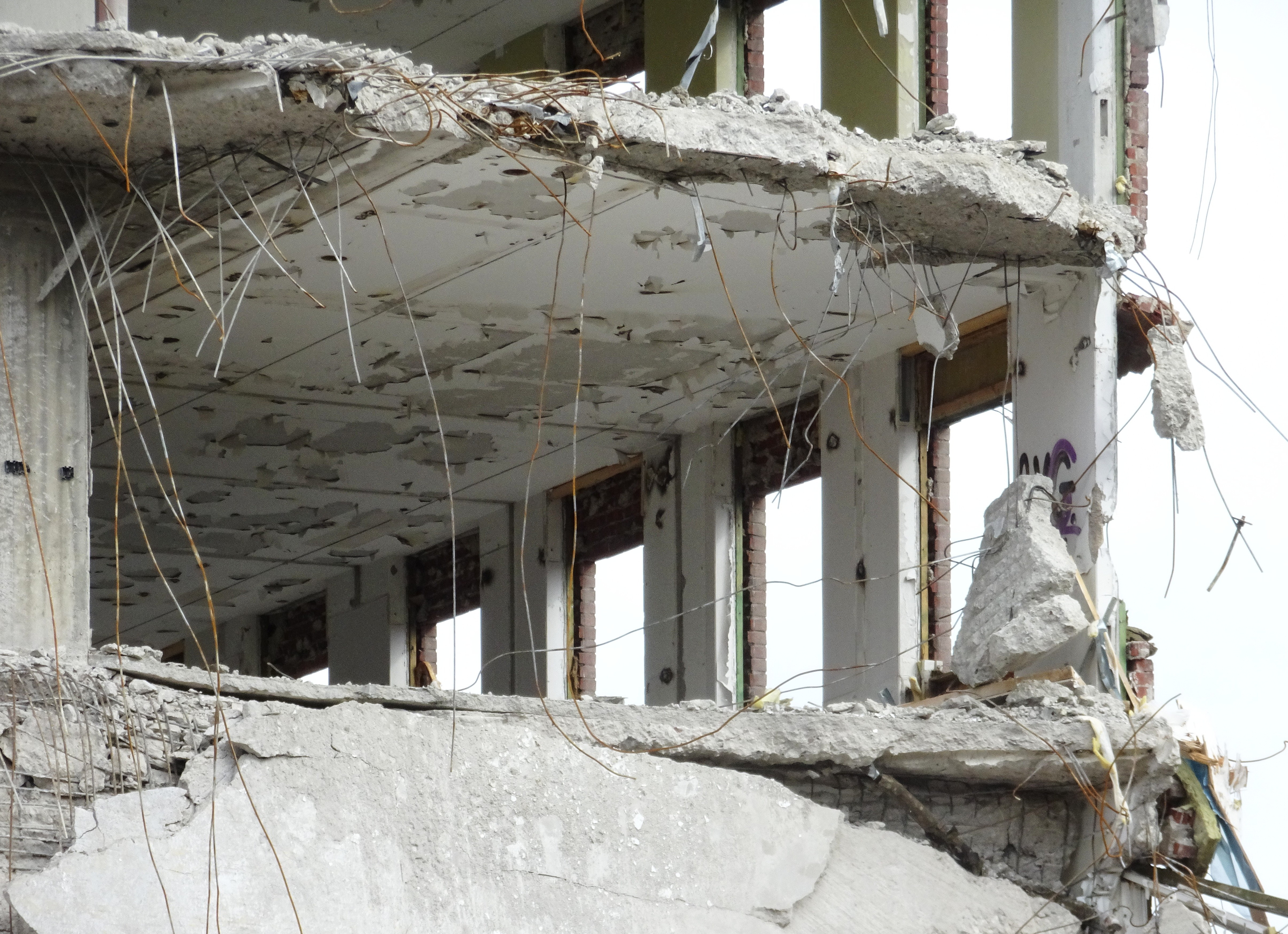
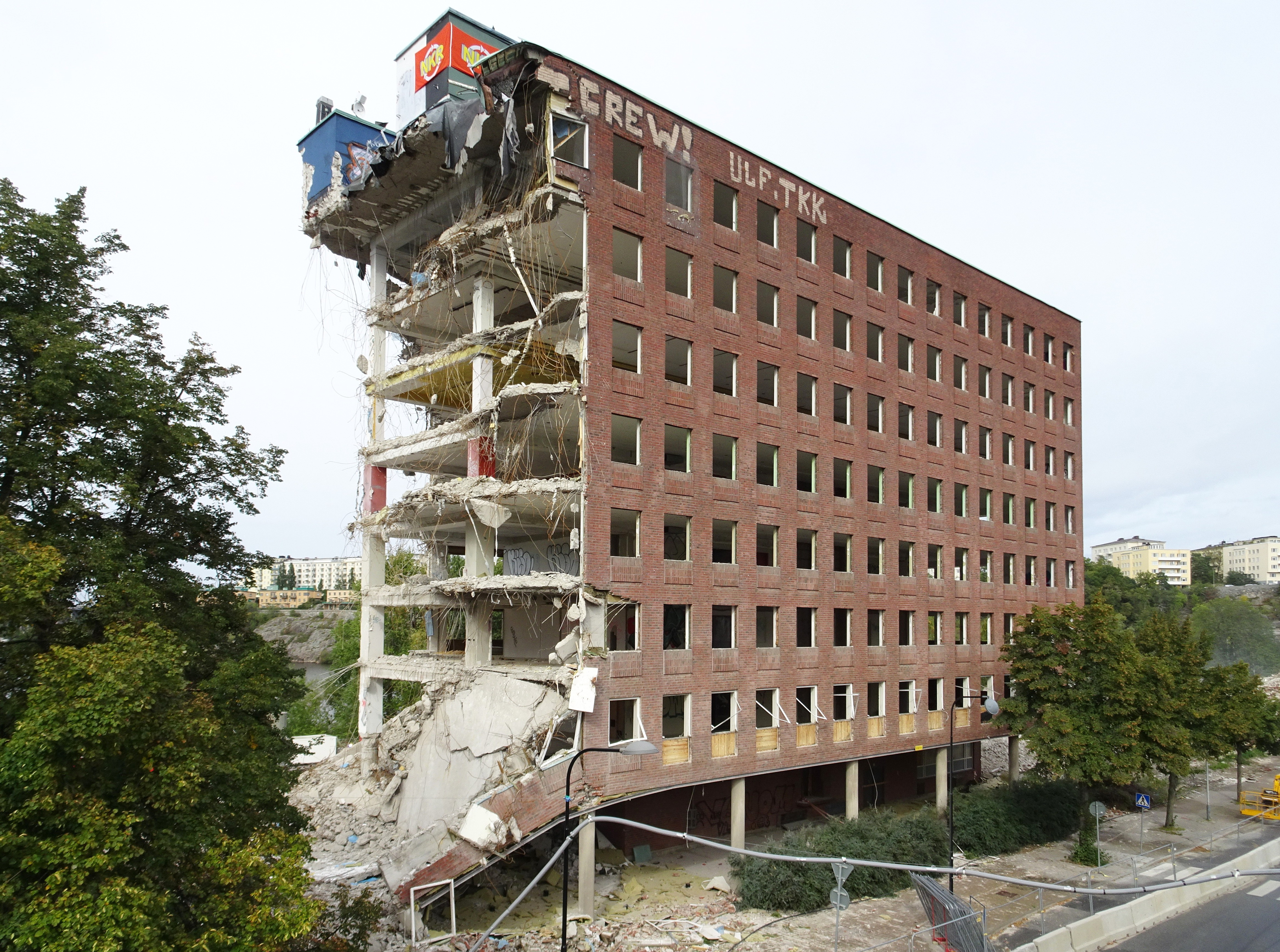